# Les Mujouls
Les Mujouls (Moggioli in italiano desueto e occitano) è un comune francese di 49 abitanti situato nel dipartimento delle Alpi Marittime della regione della Provenza-Alpi-Costa Azzurra.

## Società

### Evoluzione demografica
Abitanti censiti